# Stenbocksches Palais
Koordinaten: 59° 19′ 31″ N, 18° 3′ 50″ O

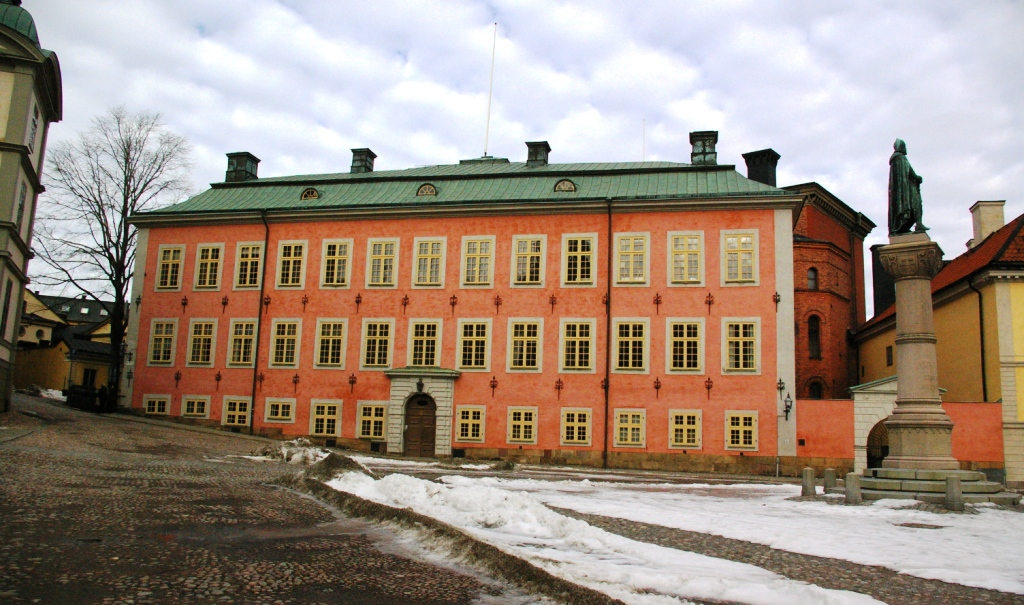
Stenbocksches Palais

Das Stenbocksche Palais (schwedisch Stenbockska palatset) am Birger Jarls Torg 4 auf der Insel Riddarholmen in Stockholm wurde 1640 für Fredrik Stenbock und seine Frau Catharina De la Gardie  im Stil der Renaissance gebaut.
1670 ließ sein Sohn Johan Gabriel Stenbock den Palast von dem Architekten Nicodemus Tessin d. Ä. im Stil des römischen Barock modernisieren, für die Inneneinrichtung zeichnete Carl Hårleman verantwortlich.
1773 erwarb der schwedische Staat den Palast und brachte dort das Nationalarchiv unter.
1969–1971 wurde der Palast umfassend renoviert.